# João Monlevade
João Monlevade é um município brasileiro no interior do estado de Minas Gerais, Região Sudeste do país. Localiza-se a leste da capital do estado, distando desta cerca de 110 quilômetros. Ocupa uma área de 99,158 km², sendo 29,1 km² em área urbana, e sua população em 2024 era de 83.360 habitantes.
João Monlevade foi emancipado no século XX, no ano de 1964, tendo como principal fator de seu desenvolvimento, a instalação da ArcelorMittal Aços Longos (antiga Companhia Siderúrgica Belgo-Mineira), em 1921. Atualmente é formada por quase sessenta bairros, contando com diversos atrativos naturais, históricos e culturais, como a Matriz São José do Operário, construída na década de 1940; e a Forja Catalã, com a imponente e famosa sede (Fazenda Solar), construída para abrigar Jean-Antoine Félix Dissandes de Monlevade, homem que desbravou a região e a quem o atual nome do município homenageia.

## História

### Origens e pioneirismo

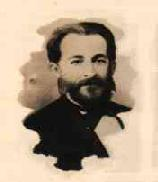
Jean-Antoine Félix Dissandes de Monlevade, fundador da cidade.

Até o começo do século XIX, a região do atual município de João Monlevade não passava de uma área com densa mata fechada. Até que, em agosto de 1817, chega à região o engenheiro francês Jean-Antoine Félix Dissandes de Monlevade. Naquele local, localizado na então Província de Minas Gerais, Jean comandou um estudo mineralógico e geológico do solo do lugar, pesquisa a qual resultou na descoberta de vastas jazidas propícias para a produção de ferro.
Após isso, o francês percorreu várias comarcas, como Sabará, Caeté e São Miguel de Piracicaba, onde adquiriu algumas sesmarias e construiu uma forja Catalã, além de sua moradia, o Solar Monlevade, em 1818. Montou uma fábrica, obtendo grande sucesso, sendo uma das maiores do período imperial, produzindo desde enxadas até freios para animais. Em 1935, foi implantada outra grande indústria, a Companhia Siderúrgica Belgo-Mineira (atual ArcelorMittal Aços Longos), com ajuda do engenheiro Louis Ensch, o que provocou um grande desenvolvimento da cidade. Destacam-se então, nos anos seguintes, as construções de 3 mil residências, do Hospital Margarida e da Matriz São José do Operário, além de obras em estradas e escolas e evolução do comércio local. O lugar passou a se chamar Centro Industrial do Distrito de Rio Piracicaba e Carneirinhos.
Foi lançado em 2022 o documentário A Colônia Luxemburguesa  da diretora Dominique Santana,
a história de Monlevade a partir da chegada do Louis Ensch 

### Evolução política e administrativa
Aquele lugar pertencia ao município de Rio Piracicaba. Em 27 de dezembro de 1948, pela lei estadual nº 336, foi criado o distrito de João Monlevade, recebendo essa denominação em homenagem ao engenheiro que desbravou aquela região. O distrito foi elevado à categoria de município pela lei estadual nº 2764, de 30 de dezembro de 1962, sendo instalado em 1º de março de 1963, composto apenas pelo Distrito-Sede. Porém foi somente em 29 de abril de 1964 que Monlevade conseguiu oficialmente autonomia de município.
Sua primeira eleição foi realizada em 1965, quando, em 5 de dezembro desse mesmo ano, tomaram posse os primeiros vereadores (eram 13 no total, sendo Sebastião Batista Gomes o presidente da câmara, João Amaro Gomes o vice e Ronaldo Frade o secretário), além do prefeito, Wilson Alvarenga, e seu vice-prefeito, Josué Henrique Dias. A Comarca de João Monlevade foi criada em 1975 e instalada em 1979.

### Depois da emancipação
O desenvolvimento urbano da cidade exigiu uma melhora na infraestrutura urbana de João Monlevade. Além do Hospital Margarida e do Ginásio Monlevade, que foram construídos na década de 1950, outras grandes criações que surgiram naquele período foram a Associação Comercial, a Fundação Educacional (futura FUNCEC) e a instalação da Telecomunicações de Minas Gerais (Telemig) e da Companhia Energética de Minas Gerais (Cemig), que trouxeram à cidade, respectivamente, fornecimento de telefonia e energia elétrica. Entre as décadas de 1970 e 80 houve um maior investimento no setor cultural, como a construção do Estádio Municipal Louis Ensch.
Hoje a predominância do espaço rural foi e está sendo substituída pelo urbano, para atender às exigências da expansão urbana, dada pelo aumento das atividades produtivas na cidade (indústria, comércio e serviços) e pelo aumento da demanda habitacional, gerado pela concentração populacional. O limite entre o campo e a cidade está deixando de ser visível e a população do campo vem decrescendo a cada ano.

## Geografia

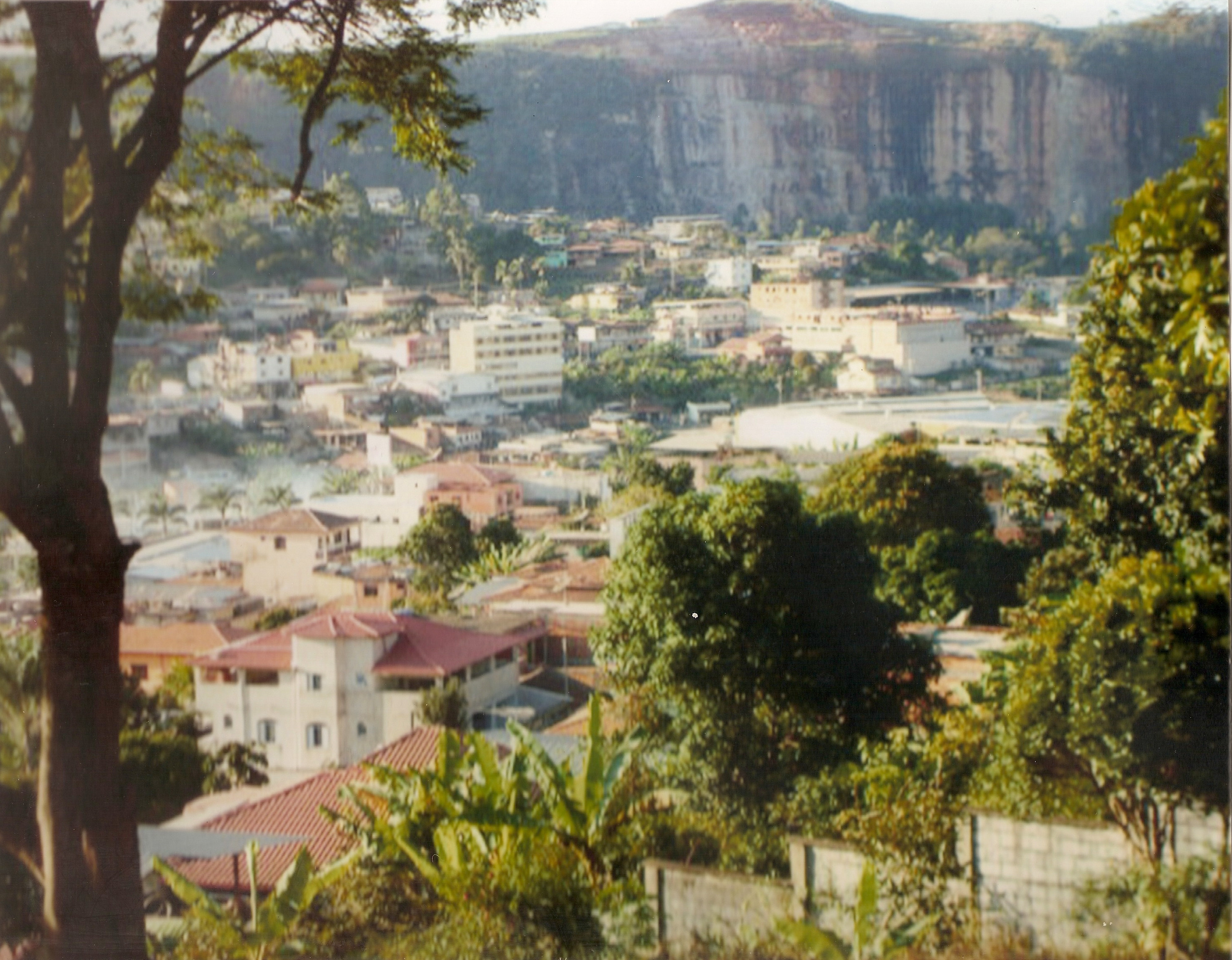
Vista parcial da cidade com algumas formações rochosas ao fundo. No município há predomínio de relevo montanhoso, com mares de morros e montanhas.

A área do município, segundo o Instituto Brasileiro de Geografia e Estatística (IBGE), é de 99,158 km², sendo que 29,104 km² constituem a zona urbana. Situa-se a 19º48′36” de latitude sul e 43º10′26” de longitude oeste e está a uma distância de 110 quilômetros a leste da capital mineira. Seus municípios limítrofes são Bela Vista de Minas, a leste; São Gonçalo do Rio Abaixo, a oeste; Rio Piracicaba, a sul; e Itabira, a norte.
De acordo com a divisão regional vigente desde 2017, instituída pelo IBGE, o município pertence às Regiões Geográficas Intermediária de Ipatinga e Imediata de João Monlevade. Até então, com a vigência das divisões em microrregiões e mesorregiões, fazia parte da microrregião de Itabira, que por sua vez estava incluída na mesorregião Metropolitana de Belo Horizonte.
O ponto central da cidade tem uma altitude média de 580,57 metros. O ponto culminante do município está na Serra do Seara, onde a altitude chega aos 1 340 metros. Em João Monlevade predomina um relevo montanhoso, sendo que em 68% do território municipal situa-se em domínios de mares de morros e montanhas. 20% está em áreas onduladas e os 12% restante é de terrenos planos. A altitude mínima encontra-se no Córrego Jacuí.
O município pertence à Bacia do Rio Doce, além de ser banhado pelos rios Piracicaba e Santa Bárbara. Como na maioria dos municípios mineiros, João Monlevade é rodeada por várias montanhas e rochas. Alguns pontos da cidade cresceram para os morros sem um plano diretor direcionado para uma urbanização em consonância com o meio ambiente, características geofísicas que fazem com que o município sofra com deslizamentos de terra durante o período chuvoso. Em alguns pontos a falta de áreas verdes ainda atrapalha o escoamento das águas das chuvas, causando enchentes e inundações.
Inserido no bioma da Mata Atlântica, grande parte da vegetação original do município foi devastada na década de 1930 com a construção da Companhia Siderúrgica Belgo-Mineira. Mas, para amenizar os impactos ambientais e evitar um possível estresse ambiental, na década de 1940 a empresa organizou um programa de reflorestamento. Atualmente vários projetos ainda são realizados e planejados, como, anualmente, entre o final de maio e início de junho, a realização da Semana do Meio Ambiente. São realizadas palestras nas escolas e para a população, caminhadas ecológicas e plantio de mudas de árvores em várias partes da cidade.

### Clima

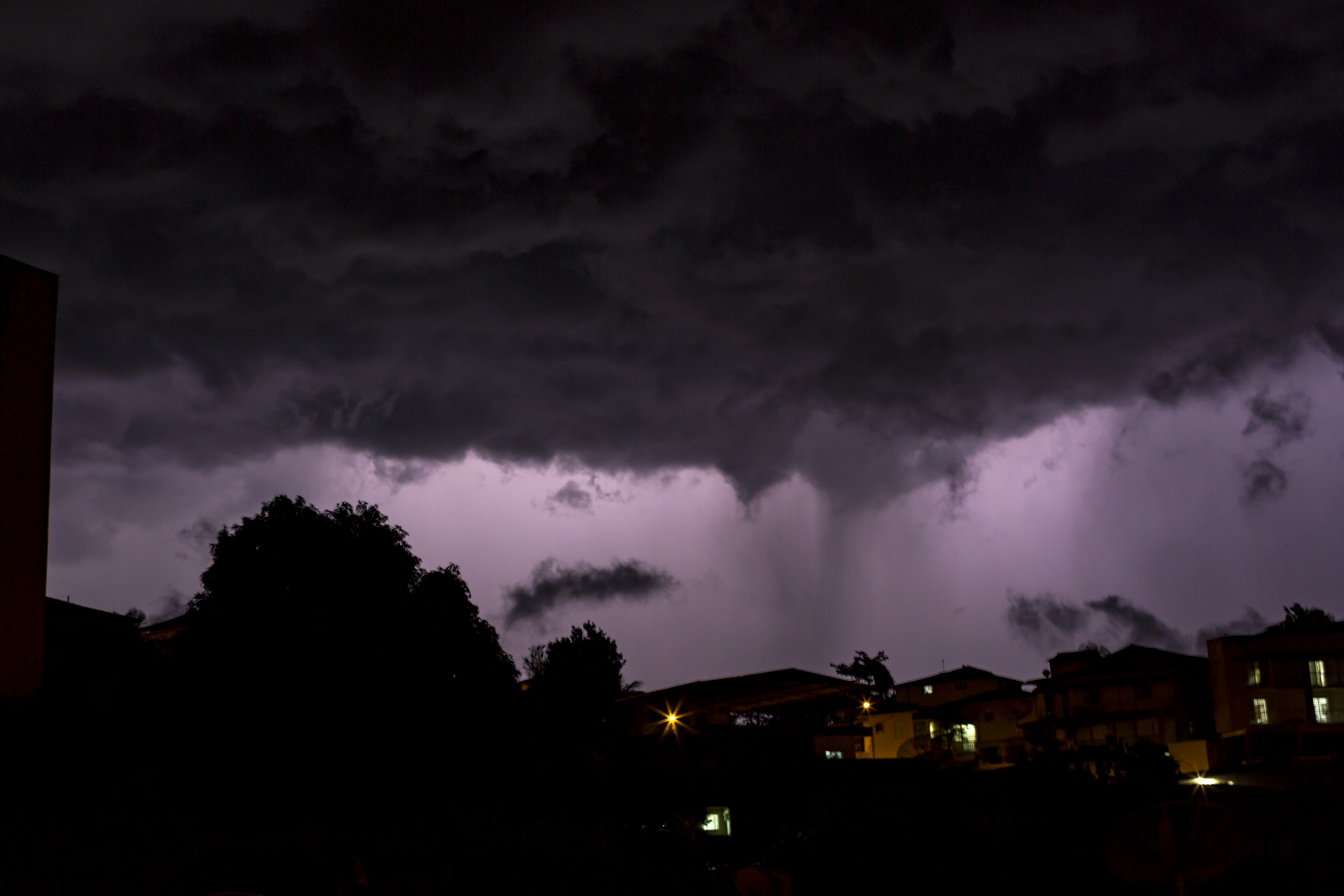
Tempestade com raios na cidade, em uma noite de novembro.

O clima monlevadense é caracterizado como tropical subquente semiúmido (tipo Cwa segundo Köppen), com temperatura média compensada anual de 21 °C e pluviosidade média de 1 400 mm/ano, concentrados entre os meses de outubro e abril, sendo dezembro o mês de maior precipitação. A estação chuvosa compreende os meses mais quentes, enquanto que a estação seca abrange os meses amenos. O mês mais quente, fevereiro, tem temperatura média de 23,4 ºC, enquanto que no mês mais frio, julho, a média é de 17,7 °C. Apesar da queda da temperatura no inverno, eventos de frio em demasia não são comuns. Outono e primavera, por sua vez, são estações de transição.
Com quase 1 970 horas de insolação por ano, a umidade do ar é relativamente elevada, sendo a média anual superior a 75%. Nevoeiros ocorrem nas manhãs dos meses frios, por conta da alta umidade e das baixas temperaturas. No entanto, baixos índices de umidade podem ser registrados durante a estação seca ou em longos veranicos. Nesses períodos, o ar seco em associação à poluição gerada por veículos, indústrias e queimadas favorece a concentração de poluentes na atmosfera, contribuindo com a piora da qualidade do ar. O vento dominante é originado da direção leste e, no período mais ventoso do ano, entre os dias 3 de agosto a 28 de novembro, a velocidade média é de 11,3 quilômetros, tendo uma ligeira concentração entre setembro e outubro. Na época mais calma, de março a junho, a velocidade média varia entre 9 e 10 quilômetros por hora.
| Maiores acumulados de precipitação em 24 horas registrados em João Monlevade por meses (INMET)              | Maiores acumulados de precipitação em 24 horas registrados em João Monlevade por meses (INMET) | Maiores acumulados de precipitação em 24 horas registrados em João Monlevade por meses (INMET) | Maiores acumulados de precipitação em 24 horas registrados em João Monlevade por meses (INMET) | Maiores acumulados de precipitação em 24 horas registrados em João Monlevade por meses (INMET) | Maiores acumulados de precipitação em 24 horas registrados em João Monlevade por meses (INMET) |
| Mês | Acumulado                                                                                      | Data                                                                                           | Mês                                                                                            | Acumulado                                                                                      | Data                                                                                           |
| --- | ---------------------------------------------------------------------------------------------- | ---------------------------------------------------------------------------------------------- | ---------------------------------------------------------------------------------------------- | ---------------------------------------------------------------------------------------------- | ---------------------------------------------------------------------------------------------- |
| Janeiro | 145,2 mm                                                                                       | 04/01/1997                                                                                     | Julho                                                                                          | 35,9 mm                                                                                        | 04/07/1976                                                                                     |
| Fevereiro                                                                                                   | 111 mm                                                                                         | 17/02/1998                                                                                     | Agosto                                                                                         | 55,8 mm                                                                                        | 31/08/2008                                                                                     |
| Março | 91,2 mm                                                                                        | 01/03/1997                                                                                     | Setembro                                                                                       | 57 mm                                                                                          | 29/09/1989                                                                                     |
| Abril | 64,3 mm                                                                                        | 29/04/2016                                                                                     | Outubro                                                                                        | 93,5 mm                                                                                        | 31/10/1965                                                                                     |
| Maio | 71 mm                                                                                          | 30/05/1979                                                                                     | Novembro                                                                                       | 103 mm                                                                                         | 10/11/2009                                                                                     |
| Junho | 56 mm                                                                                          | 26/06/1989                                                                                     | Dezembro                                                                                       | 115,2 mm                                                                                       | 20/12/2011                                                                                     |
| Período: 01/01/1961 a 31/12/1984, 01/01/1986 a 31/10/1991, 01/04/1993 a 31/12/2002, 01/01/2004 a 30/06/2018 |                                                                                                |                                                                                                |                                                                                                |                                                                                                |                                                                                                |

Segundo dados do Instituto Nacional de Meteorologia (INMET), referentes ao período de 1961 a 1984, 1986 a 1991 (até 31 de outubro), 1993 (a partir de 1° de abril) a 2002 e 2004 a 2018, a menor temperatura registrada em João Monlevade foi de 3,5 °C em 1 de junho de 1979, e a maior atingiu 37,8 °C em 10 de setembro de 1997. O maior acumulado de precipitação em 24 horas foi de 145,2 mm em 4 de janeiro de 1997. Outros acumulados iguais ou superiores a 100 mm foram 115,2 mm em 20 de dezembro de 2011, 111 mm em 17 de fevereiro de 1998, 105,2 mm em 27 de janeiro de 1961, 103,9 mm em 21 de fevereiro de 1964, 103 mm em 10 de novembro de 2009 e 100,3 mm em 23 de janeiro de 1977. Dezembro de 2011, com 616 mm, foi o mês de maior precipitação.
As chuvas, sobretudo nos meses da estação chuvosa, podem vir acompanhadas de descargas elétricas, rajadas de vento e, esporadicamente, queda de granizo, com registro em 15 de setembro de 2008. Conforme o Instituto Nacional de Pesquisas Espaciais (INPE), João Monlevade é o 65 º colocado no ranking de ocorrências de descargas elétricas no estado de Minas Gerais, com uma média anual de 11,4865 raios por quilômetro quadrado.
| Dados climatológicos para João Monlevade | Dados climatológicos para João Monlevade | Dados climatológicos para João Monlevade | Dados climatológicos para João Monlevade | Dados climatológicos para João Monlevade | Dados climatológicos para João Monlevade | Dados climatológicos para João Monlevade | Dados climatológicos para João Monlevade | Dados climatológicos para João Monlevade | Dados climatológicos para João Monlevade | Dados climatológicos para João Monlevade | Dados climatológicos para João Monlevade | Dados climatológicos para João Monlevade | Dados climatológicos para João Monlevade |
| Mês | Jan                                      | Fev                                      | Mar                                      | Abr                                      | Mai                                      | Jun                                      | Jul                                      | Ago                                      | Set                                      | Out                                      | Nov                                      | Dez                                      | Ano                                      |
| --- | ---------------------------------------- | ---------------------------------------- | ---------------------------------------- | ---------------------------------------- | ---------------------------------------- | ---------------------------------------- | ---------------------------------------- | ---------------------------------------- | ---------------------------------------- | ---------------------------------------- | ---------------------------------------- | ---------------------------------------- | ---------------------------------------- |
| Temperatura máxima recorde (°C) | 35,2                                     | 36,3                                     | 33,7                                     | 32,5                                     | 32,6                                     | 31,7                                     | 32,5                                     | 34,8                                     | 37,8                                     | 37,5                                     | 36,3                                     | 34,8                                     | 37,8                                     |
| Temperatura máxima média (°C) | 28,5                                     | 29,3                                     | 28,2                                     | 26,9                                     | 25,2                                     | 24                                       | 24,1                                     | 24,9                                     | 25,9                                     | 27,1                                     | 27                                       | 27,2                                     | 26,5                                     |
| Temperatura média compensada (°C) | 23,1                                     | 23,4                                     | 22,6                                     | 21,3                                     | 19,4                                     | 17,9                                     | 17,7                                     | 18,4                                     | 19,7                                     | 21,1                                     | 21,7                                     | 22,1                                     | 20,7                                     |
| Temperatura mínima média (°C) | 19,1                                     | 19,2                                     | 18,8                                     | 17,4                                     | 15,3                                     | 13,8                                     | 13,4                                     | 14                                       | 15,5                                     | 17                                       | 17,9                                     | 18,5                                     | 16,7                                     |
| Temperatura mínima recorde (°C) | 12,7                                     | 12                                       | 11,7                                     | 9,2                                      | 6,4                                      | 3,5                                      | 5,7                                      | 6,4                                      | 8,3                                      | 9,6                                      | 10                                       | 11,4                                     | 3,5                                      |
| Precipitação (mm) | 232,8                                    | 125,9                                    | 193,1                                    | 68,5                                     | 29,2                                     | 14,1                                     | 6,3                                      | 13,7                                     | 43                                       | 97,8                                     | 250,2                                    | 326,7                                    | 1 401,3                                  |
| Dias com precipitação (≥ 1 mm) | 13                                       | 9                                        | 11                                       | 6                                        | 4                                        | 2                                        | 1                                        | 2                                        | 4                                        | 8                                        | 15                                       | 18                                       | 93                                       |
| Umidade relativa compensada (%) | 78,9                                     | 76                                       | 79,5                                     | 78,8                                     | 78,6                                     | 77,2                                     | 73,8                                     | 72,1                                     | 73                                       | 74,9                                     | 78,9                                     | 81,5                                     | 76,9                                     |
| Insolação (h) | 166,6                                    | 169,8                                    | 164,6                                    | 177,4                                    | 177,3                                    | 187                                      | 197,6                                    | 197,2                                    | 141,4                                    | 140,3                                    | 129,5                                    | 118,4                                    | 1 967,1                                  |
| Fonte: Instituto Nacional de Meteorologia (INMET) (normal climatológica de 1981–2010; recordes de temperatura: 01/01/1961 a 31/12/1984, 01/01/1986 a 31/10/1991, 01/04/1993 a 31/12/2002 e 01/01/2004 a 30/06/2018) |                                          |                                          |                                          |                                          |                                          |                                          |                                          |                                          |                                          |                                          |                                          |                                          |                                          |

## Demografia
| \| Ano \\| \| Habitantes \| \| --------- \| ---------- \| \| 1970 \| 39 988 \| \| 1980 \| 48 198 \| \| 1991 \| 59 340 \| \| 2000 \| 66 690 \| \| 2010 \| 73 120 \| \| Est. 2018 \| 79 387 \| |            |
| Ano \| | Habitantes |
| 1970 | 39 988     |
| 1980 | 48 198     |
| 1991 | 59 340     |
| 2000 | 66 690     |
| 2010 | 73 120     |
| Est. 2018 | 79 387     |

Em 2010, a população do município foi contada pelo Instituto Brasileiro de Geografia e Estatística (IBGE) em 73 120 habitantes, sendo o 47º mais populoso do estado e apresentando uma densidade populacional de 739,81 habitantes por km². Neste ano, 34 963 habitantes eram homens e 38 488 habitantes mulheres. Ainda segundo o mesmo censo, 73 120 habitantes viviam na zona urbana e 331 na zona rural. A população monlevadense era composta por 28 170 brancos (38,27%); 9 939 pretos (13,50%); 663 amarelos (0,90%); 34 764 pardos (47,23%); e 74 indígenas (0,10%). Segundo estatísticas de 2018, a população municipal era de 79 387 habitantes.
O Índice de Desenvolvimento Humano Municipal (IDH-M) de João Monlevade é considerado elevado pelo Programa das Nações Unidas para o Desenvolvimento (PNUD). Seu valor é de 0,807, sendo o 28° maior de todo o estado de Minas Gerais (em 853 municípios) e o 425° de todo país (entre 5 507). A cidade possui a maioria dos indicadores médios e parecidos com os da média nacional segundo o PNUD. O coeficiente de Gini, que mede a desigualdade social, é de 0,38, sendo que 1,00 é o pior número e 0,00 é o melhor. No ano de 2003, a incidência da pobreza, medida pelo IBGE, era de 23,68%, o limite inferior da incidência de pobreza era de 14,12%, o superior era de 33,25% e a incidência da pobreza subjetiva era de 18,07%.

### Religião

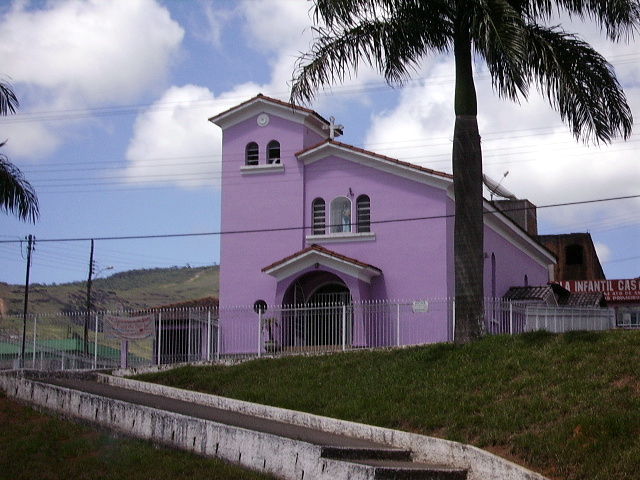
Igreja de São Luís Maria Grignion de Montfort. O Catolicismo é a religião predominante no município, assim como em todo o Brasil.

Tal como a variedade cultural em João Monlevade, são diversas as manifestações religiosas na cidade. Embora tenha se desenvolvido sobre uma matriz social eminentemente católica, é possível encontrar atualmente na cidade dezenas de denominações protestantes diferentes.
O município de João Monlevade está localizado no país mais católico do mundo em números absolutos. João Monlevade possui quatro paróquias (Nossa Senhora da Conceição, Nossa Senhora de Fátima, São José Operário e São Luís Maria de Montfort), e está incluída na Diocese de Itabira-Fabriciano. A Igreja Católica teve seu estatuto jurídico reconhecido pelo governo federal em outubro de 2009, ainda que o Brasil seja atualmente um estado oficialmente laico.
A cidade possui os mais diversos credos protestantes ou reformados, como a Assembleia de Deus, a Igreja Cristã Maranata, a Igreja Presbiteriana, as igrejas batistas, a Igreja Adventista do Sétimo Dia e a Igreja Universal do Reino de Deus, entre outras. De acordo com dados do censo de 2000 realizado pelo IBGE, a população de João Monlevade está composta por: Católicos (82,26%), evangélicos (12,53%), pessoas sem religião (3,69%), espíritas (0,52%), umbandistas (0,06%) e 0,94% estão divididas entre outras religiões.

## Política
A administração municipal se dá pelo poder executivo e pelo poder legislativo. O primeiro líder do poder executivo e prefeito do município foi Wilson Alvarenga, que foi eleito em dezembro de 1965, pouco mais de um ano após a emancipação da cidade. Em vinte e nove mandatos, vários prefeitos passaram pela prefeitura de Monlevade. Em 2009, quem venceu as Eleições municipais no Brasil em João Monlevade foi Gustavo Prandini, do Partido Verde (PV), sendo eleito com 37,94% dos votos válidos. Por ter menos de 200 mil eleitores, o município não teve segundo turno.
O Poder legislativo é constituído pela câmara, composta por dez vereadores eleitos para mandatos de quatro anos (em observância ao disposto no artigo 29 da Constituição) e está composta da seguinte forma: duas cadeiras do Partido dos Trabalhadores (PT); duas cadeiras do Partido da Mobilização Nacional (PMN); duas cadeiras do Partido da Social Democracia Brasileira (PSDB); uma cadeira do Partido Verde (PV); uma do Partido do Movimento Democrático Brasileiro (PMDB); uma do Partido Progressista (PP); e uma do Partido da República (PR). Cabe à casa elaborar e votar leis fundamentais à administração e ao Executivo, especialmente o orçamento participativo (Lei de Diretrizes Orçamentárias).[carece de fontes?]
O município de João Monlevade se rege por lei orgânica e é ainda a sede de uma Comarca, possuindo, de acordo com a prefeitura, uma cidade-irmã, sendo esta Bela Vista de Minas. O município possuía em 2010 56 795 eleitores, um aumento de 2,74% em comparação a 2008.

## Subdivisões

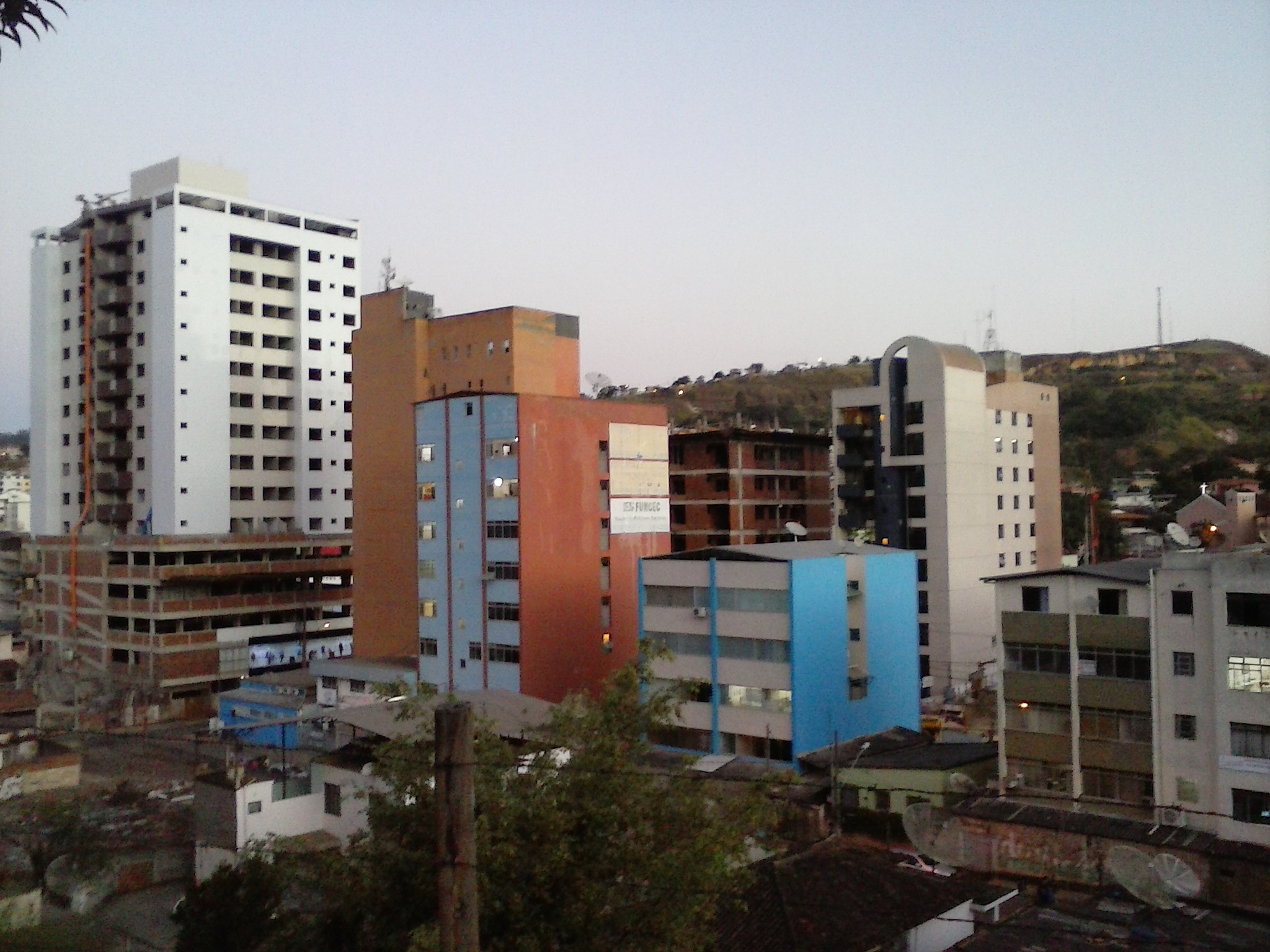
Bairro de Carneirinhos, região central de João Monlevade.

Não há no município subdivisão em distritos, a não ser o Distrito-Sede, e, de acordo com o IBGE, em toda sua história nunca houve projetos de lei que oficializassem a criação de um. Mas a cidade é subdividida não oficialmente em três regiões: a Cidade Industrial, que são os bairros situados entre o Cemitério do Baú e a divisa com Bela Vista de Minas, envolvendo as proximidades dos atuais Baú, Vila Tanque e Centro Industrial; Carneirinhos, que são as terras que compreendiam desde as avenidas Getúlio Vargas e Wilson Alvarenga até os limites com São Gonçalo do Rio Abaixo e proximidades da BR-381; e Loanda/Cruzeiro Celeste, que engloba os bairros localizados ao longo da BR-381 e avenidas Armando Fajardo e Isaac Cassimiro. Na época da emancipação havia uma divisão não oficial em duas regiões: Monlevade, que compreendia aos quarteirões centrais da cidade e à usina da ArcelorMittal e sua vizinhança, e Carneirinhos, que era o restante do perímetro urbano.[carece de fontes?]
Devido à maior concentração da população, atualmente há agrupamentos oficiais menores. Segundo o site "Grande Brasil", João Monlevade é composta por 64 bairros, além de loteamentos e condomínios residenciais. Em alguns bairros da cidade há uma combinação entre o nome da localidade e a denominação de suas ruas, como no bairro da República, onde suas ruas têm nomes dos ex-presidentes brasileiros e no bairro Satélite, cujas ruas foram nomeadas com capitais nordestinas.

## Economia
O Produto Interno Bruto - PIB - de João Monlevade é o segundo maior de sua microrregião, destacando-se na área de prestação de serviços. De acordo com dados do IBGE, relativos a 2008, o PIB do município era de R$ 1 436 358,435 mil. 181 233 mil são de impostos sobre produtos líquidos de subsídios a preços correntes. O PIB per capita é de R$ 19 260,33
Em 2009, havia 35 021 trabalhadores, sendo 19 272 pessoal ocupado total e 15 749 ocupado assalariado. Salários juntamente com outras remunerações somavam 232 025 mil reais e o salário médio mensal de todo município era de 2,6 salários mínimos. Havia 2 728 unidades locais e 2 654 empresas atuantes.
| Produção de cana-de-açúcar, milho e mandioca | Produção de cana-de-açúcar, milho e mandioca | Produção de cana-de-açúcar, milho e mandioca |
| -------------------------------------------- | -------------------------------------------- | -------------------------------------------- |
| Produto                                      | Área colhida (hectares)                      | Produção (tonelada)                          |
| Cana-de-açúcar                               | 8                                            | 480                                          |
| Mandioca                                     | 3                                            | 36                                           |
| Millho                                       | 12                                           | 36                                           |

A agropecuária é o setor menos relevante para a economia de João Monlevade. Segundo o IBGE, em 2009 o município possuía um rebanho de 1 983 bovinos, 70 equinos, quatro asininos, 20 muares, 120 suínos, 40 caprinos, 20 ovinos e 1 350 aves, entre estas 500 galinhas e 850 galos, frangos e pintinhos. Em 2009 a cidade produziu 281 mil litros de leite de 240 vacas, 4 mil dúzias de ovos de galinha e 750 mil quilos de mel de abelha. Na agricultura, na lavoura temporária, são produzidos principalmente a cana-de-açúcar (480 toneladas), a mandioca (36 toneladas) e o milho (36 toneladas).

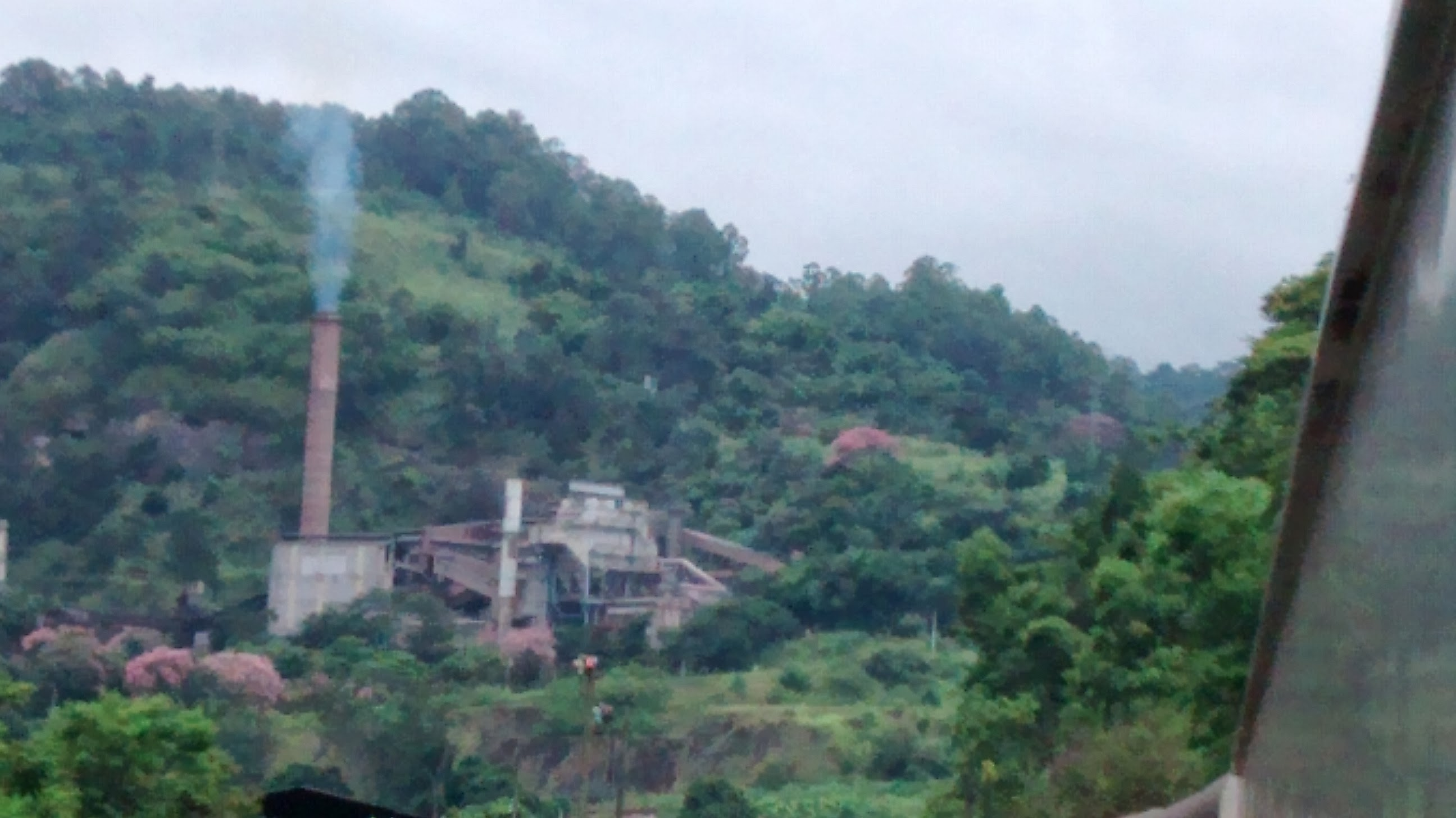
Vista de algumas edificações da Belgo, empresa que foi fundada na década de 1930 e que foi vital para o crescimento de Monlevade.

Na indústria, a principal fonte de renda é a ArcelorMittal Aços Longos, que atualmente pertence ao maior grupo siderúrgico do mundo. Este setor foi vital para o surgimento e o desenvolvimento do município e entorno. João Monlevade ainda possui cerca de 2 500 pequenas indústrias e prestadores de serviços, que vêm contribuindo para o crescimento e desenvolvimento do município, em especial nos ramos de forjaria, prestação de serviços, serralheria, usinagem, caldeiraria e construção civil. Em 2000, 7 254 pessoas estavam ocupadas no setor industrial.
O comércio de João Monlevade concentra-se num bairro distante da Belgo, o bairro de Carneirinhos, embora haja pequenos núcleos comerciais em outros bairros, como no bairro Loanda e no Cruzeiro Celeste. A maioria do comércio da cidade é do setor de vestuário e calçados, mas também há grande movimentação no setor de serviços, eletrônicos, automóveis e supermercados. Considerada cidade-polo regional devido ao seu comércio diversificado em João Monlevade encontram-se também grandes redes nacionais do varejo como Ricardo Eletro, Magazine Luiza e Ponto Frio.

## Infraestrutura

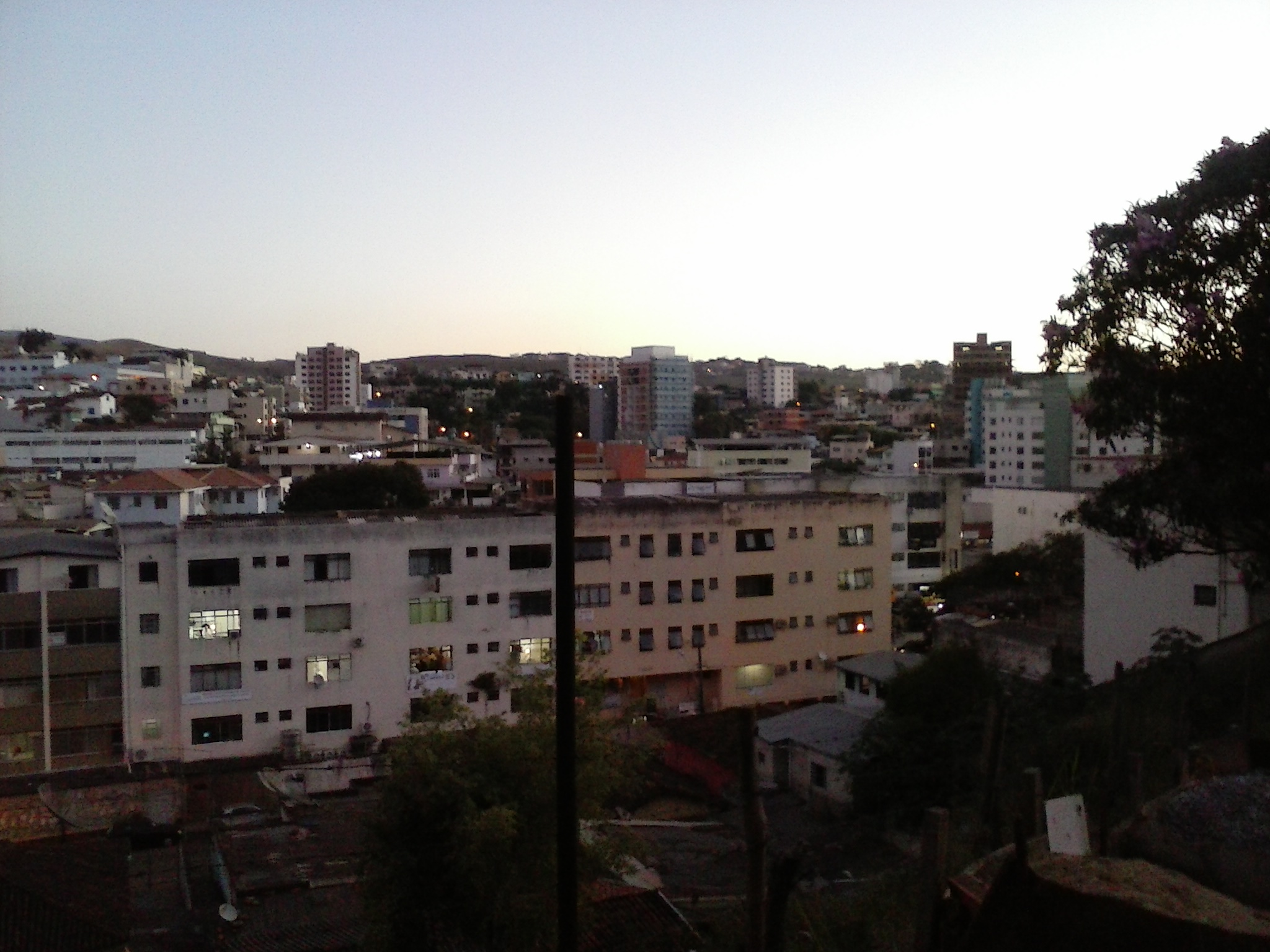
Vista parcial da região central de João Monlevade

No ano de 2000, tinha 17 357 domicílios entre apartamentos, casas, e cômodos. Desse total 13 341 eram imóveis próprios, sendo 12 619 próprios já quitados (72,70%), 722 em aquisição (4,16%) e 2 752 alugados (15,86%); 1 142 imóveis foram cedidos, sendo 94 por empregador (0,54%) e 1 048 cedidos de outra maneira (6,04%). 122 foram ocupados de outra forma (0,70%). O município conta com água tratada, energia elétrica, esgoto, limpeza urbana, telefonia fixa e telefonia celular. Em 2000, 96,83% dos domicílios eram atendidos pela rede geral de abastecimento de água; 92,88% das moradias possuíam lixo coletado por serviço de limpeza e 92,82% das residências possuíam rede geral de esgoto ou pluvial.

### Saúde
Em 2009, o município possuía 54 estabelecimentos de saúde entre hospitais, pronto-socorros, postos de saúde e serviços odontológicos, sendo 17 deles públicos e 37 privados e que todos estes públicos pertenciam à rede municipal. Neles a cidade possuía 102 leitos para internação, sendo todos eles estavam nos privados. Em 2010 foram registrados 1 010 nascidos vivos e foram registrados 123 óbitos, sendo que 72 mortos eram homens e 51 mulheres.
Os principais hospitais do município são o Unimed João Monlevade e o Hospital Margarida. Este último destaca-se por ter sido um dos primeiros da cidade, inaugurado pela Companhia Siderúrgica Belgo Mineira, em 16 de novembro de 1952 para suprir a demanda gerada pelo desenvolvimento da cidade. Até então os atendimentos médicos eram realizados em um ambulatório provisório, de madeira, situado no interior da usina. Localizado no bairro Vila Tanque, também é uma das principais construções de Monlevade.

### Educação
O Índice de Desenvolvimento da Educação Básica (IDEB) médio entre as escolas públicas de João Monlevade era, no ano de 2009, de 5,4; valor acima ao das escolas municipais e estaduais de todo o Brasil, que é de 4,0%. O município contava, em 2009, com aproximadamente 15 151 matrículas e 54 escolas nas redes públicas e particulares.
O ensino de João Monlevade se destaca como um dos melhores de Minas Gerais, tendo, segundo a Secretaria de Educação do município, uma das 10 melhores taxas do IDEB do estado (idem médias acima) e uma das 50 do país. É o mesmo baseado em escolas públicas e particulares, além de quatro entidades que mantém ensino em nível superior na cidade, sendo estas: a Universidade Federal de Ouro Preto (UFOP), a Universidade do Estado de Minas Gerais (UEMG), e o Centro Educacional de João Monlevade (CEJM).
Segundo dados do Instituto Nacional de Estudos e Pesquisas Educacionais Anísio Teixeira (INEP) e do Ministério da Educação (MEC), o índice de analfabetismo no ano de 2000 entre pessoas de 18 a 24 anos de idade era de 1,590%. A taxa bruta de frequência à escola naquele ano era de 83,660%, sendo que no país esse índice era de 81,5%. 1 295 habitantes possuíam menos de 1 ano de estudo ou não contava com instrução alguma. Em 2010, 52 alunos frequentavam o sistema de educação especial e 177 crianças estudavam em creches, sendo que 25 alunos de creches e 77 do ensino fundamental possuíam aulas em tempo integral.
| Ensino pré-escolar | 1 289  | 78  | 17 |
| Ensino fundamental | 10 687 | 590 | 28 |
| Ensino médio       | 3 175  | 199 | 9  |

### Segurança pública e criminalidade
Como na maioria dos médios e grandes municípios brasileiros, a criminalidade ainda é um problema em João Monlevade. Em 2008, a taxa de homicídios no município foi de 24,1 para cada 100 mil habitantes, ficando no 43° lugar a nível estadual e no 699° lugar a nível nacional. O índice de suicídios naquele ano para cada 100 mil habitantes foi de 5,4, sendo o 161° em nível estadual e o 1106° em nível nacional. Já em relação à taxa de óbitos por acidentes de transito, o índice foi de 17,4 para cada 100 mil habitantes, ficando no 149° em nível estadual e no 1324° lugar em nível nacional.
Porém esses índices são relativamente baixos em comparação a outras cidades brasileiras e ao registrado em anos passados. 17ª Companhia Independente da Polícia Militar de Minas Gerais (PMMG), com sede no município, é a responsável pelo policiamento de prevenção e combate à criminalidade nas cidades de João Monlevade e Bela Vista de Minas. Segundo o batalhão, de 2009 para 2010 houve queda de 14,66% no índice de ocorrências criminais. Ainda de acordo com a PM, as áreas mais violentas de Monlevade são as regiões dos bairros Novo Cruzeiro e Nova Monlevade.

### Serviços e comunicações
O serviço de abastecimento de água é feito pelo Departamento de Água e Esgoto (DAE), que também é responsável pela coleta de esgoto. No município, assim como em quase todo o estado de Minas Gerais, o serviço de abastecimento de energia elétrica é feito pela Companhia Energética de Minas Gerais (Cemig). No ano de 2003 existiam 23 224 consumidores e foram consumidos 358 274 340 KWh de energia.
Ainda há serviços de internet discada e banda larga (ADSL) sendo oferecidos por diversos provedores de acesso gratuitos e pagos. O serviço telefônico móvel, por telefone celular, também é feito por várias operadoras. O código de área (DDD) de Monlevade é o 031. O Código de Endereçamento Postal (CEP) da cidade vai de 35930-000 a 35931-999. No dia 19 de janeiro de 2009, a cidade passou a ser servida pela portabilidade, assim como as outras cidades de DDD 31. A portabilidade é um serviço que possibilita a troca da operadora sem a necessidade de se trocar o número do aparelho.
O município conta ainda com jornais em circulação. No ano de 2000, havia três no total. Atualmente estão em circulação regular A Notícia (desde 1984), Bom Dia (desde 1998), O Popular ( desde 2003), O Celeste, Alô Cidadão, Diário do Vale e Última Notícia (desde 2013). Em 2001 existiam duas emissoras de rádio, de acordo com a Associação Mineira de Rádio e TV e a Telecomunicações de Minas Gerais S.A. Porém esse número aumentou ao longo dos anos. São as principais emissoras da cidade a Rádio Cultura, no ar desde 1961, sendo a primeira de Monlevade, e a rádio Alternativa 1 FM. Ainda há sinal de várias emissoras de televisão, tanto em Ultra High Frequency (UHF) quanto Very High Frequency (VHF), sendo exemplos de emissoras locais a TV Leste e a TV Globo Minas.

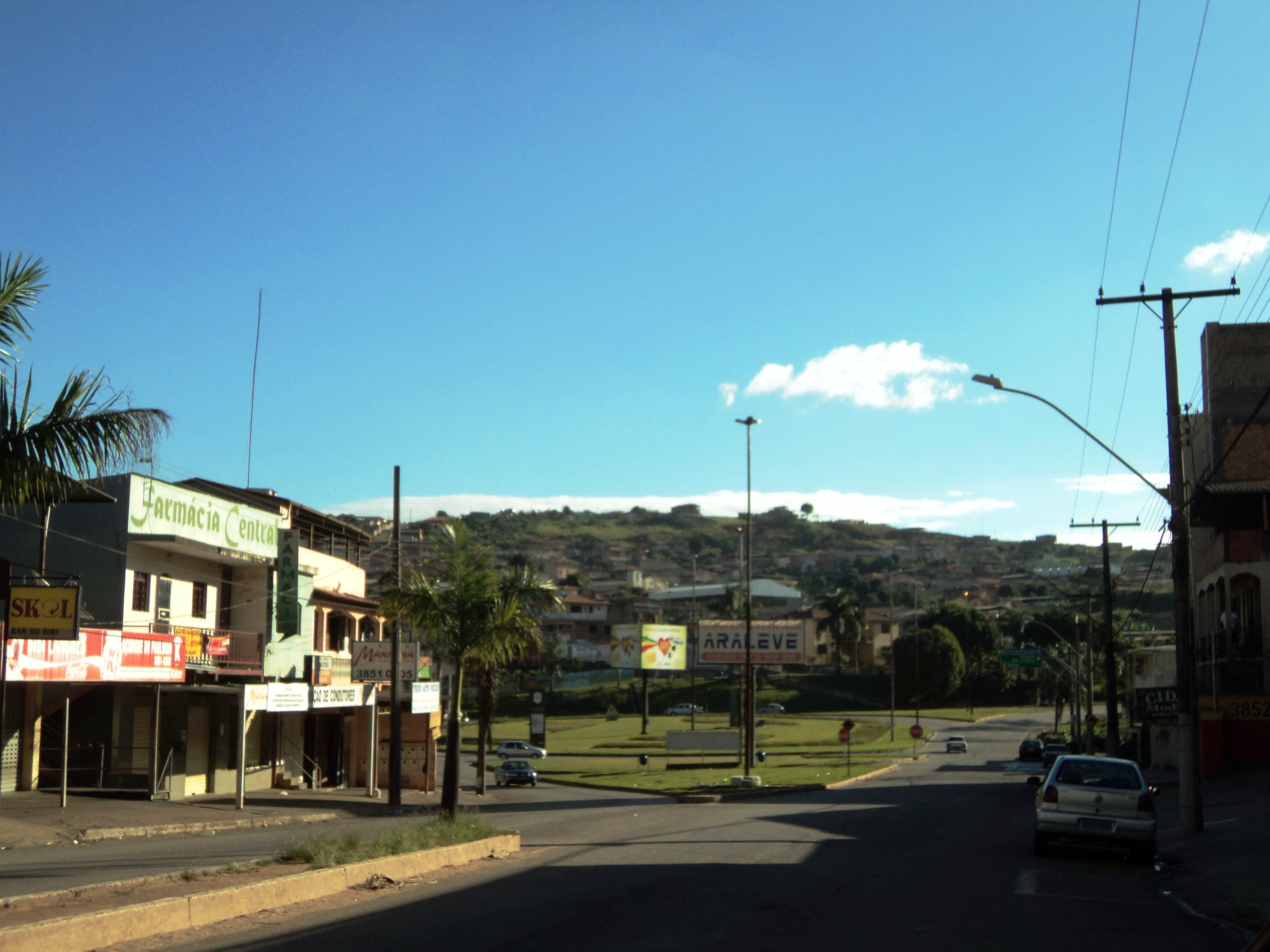
Trevo entre a Avenida Armando Fajardo e a BR-381

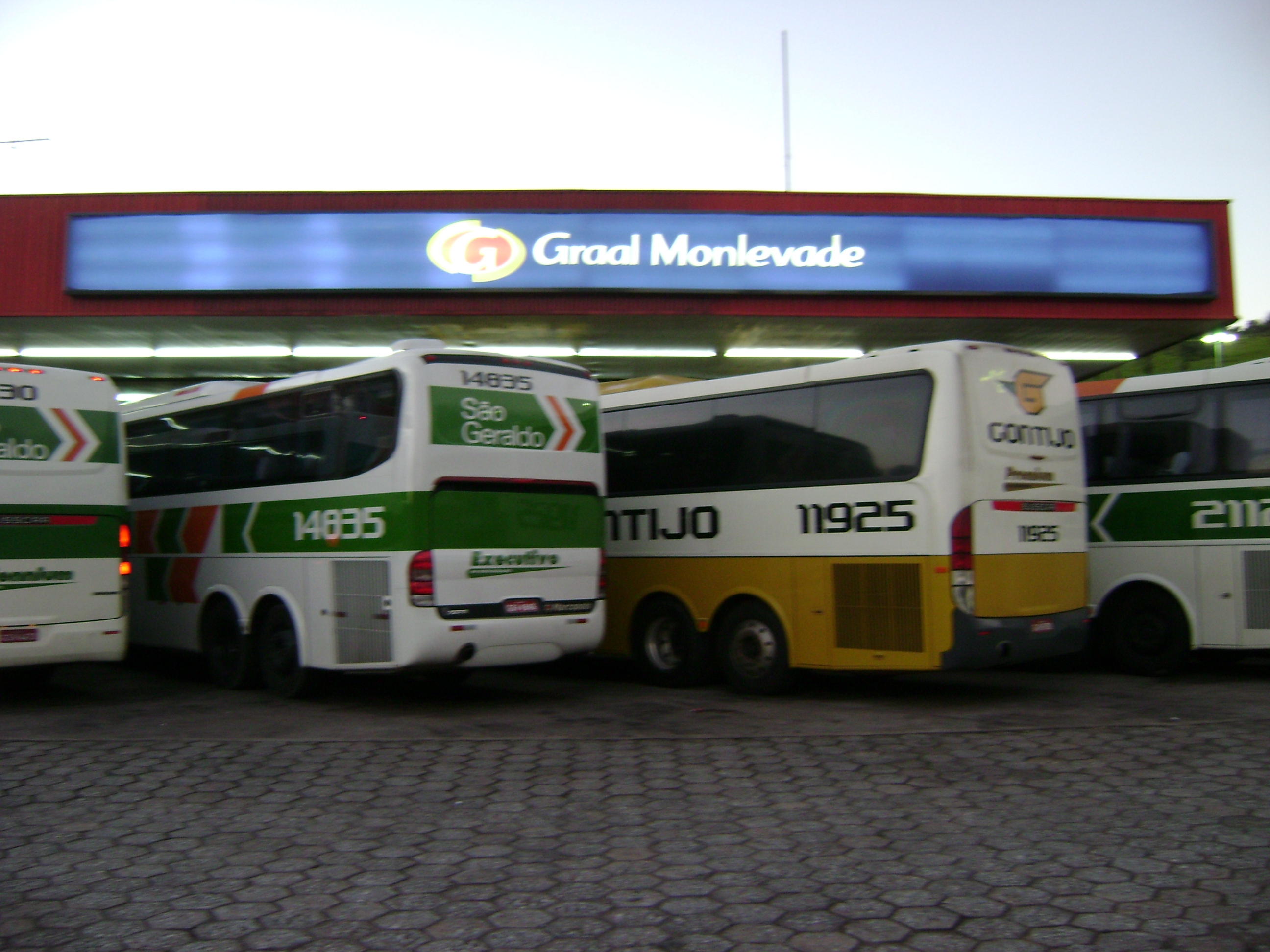
Vista do terminal rodoviário inaugurado em 2004, único da cidade.

### Transporte
A frota municipal no ano de 2010 era de 28 023 veículos, sendo 18 019 automóveis, 1 038 caminhões, 226 caminhões trator, 2 744 caminhonetes, 544 motonetas, 93 micro-ônibus, 4 317 motocicletas, 197 motonetas, 216 ônibus, três tratores de roda, 61 utilitários e 565 de outros tipos. As avenidas duplicadas e pavimentadas e diversos semáforos facilitam o trânsito da cidade, mas o crescimento no número de veículos nos últimos dez anos está gerando um tráfego cada vez mais lento de carros, principalmente na Sede do município. Além disso, tem se tornado difícil encontrar vagas para estacionar no centro comercial da cidade, o que vem gerando alguns prejuízos ao comércio.
O Setor de Trânsito e Tráfego de João Monlevade é a instituição responsável por regulamentar e regularizar o sistema de transporte público, gerenciando o trânsito e, através de seus Agentes de Trânsito, aplica autuações aos motoristas que cometem infrações de trânsito. A responsável pelo transporte público coletivo é a Escon Viação. Atualmente tramita a aprovação de um projeto que prevê a construção de uma faixa reservada apenas ao tráfego de ônibus coletivos nas principais avenidas da cidade, a chamada "Linha Azul".
João Monlevade é servida pela Estrada de Ferro Vitória a Minas (EFVM), que oferece transporte ferroviário diário para os seus habitantes, bem como serviços de logística e escoamento da mineração de cidades vizinhas. A estação da cidade foi inaugurada em 31 de agosto de 1935 e a EFVM é hoje a via de viagem mais barata e segura possível para se direcionar à Belo Horizonte, Vitória ou qualquer outra cidade que conte com estações ou pontos de parada. Por rodovias, o município possui fácil acesso à BR-381, para cidades como São Paulo, Belo Horizonte e Governador Valadares; à BR-262, para Corumbá, Campo Grande, Uberlândia, Belo Horizonte e Vitória; e à MG-129, para municípios próximos, como Itabira, Rio Piracicaba, Mariana, Ouro Preto e Conselheiro Lafaiete.
O município também conta com um terminal rodoviário, que é um dos maiores e mais movimentados da região. O Terminal Rodoviário de João Monlevade está localizado às margens da BR-381, no bairro Santo Hipólito e é administrado pela Rede Graal, sendo que foi inaugurado em fevereiro de 2004 para substituir o antigo Terminal Rodoviário Tancredo Neves, fechado no dia 20 daquele mesmo mês.

## Cultura
As responsáveis pelo setor cultural de João Monlevade são a Secretaria de Esporte e Lazer e a Fundação Casa de Cultura, que têm como objetivo planejar e executar a política cultural do município por meio da elaboração de programas, projetos e atividades que visem ao desenvolvimento cultural. Estão vinculadas ao Gabinete do Prefeito, integram a administração pública indireta do município e possuem autonomia administrativa e financeira, assegurada, especialmente, por dotações orçamentárias, patrimônio próprio, aplicação de suas receitas e assinatura de contratos e convênios com outras instituições.

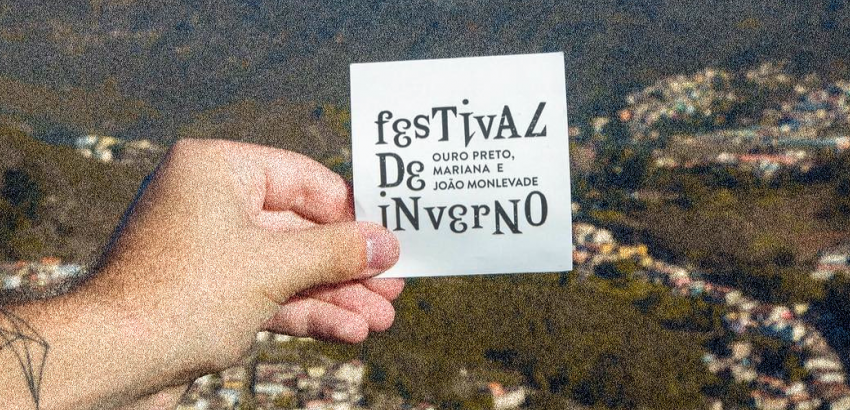
Logo do Festival de Inverno da UFOP que também acontece em Monlevade

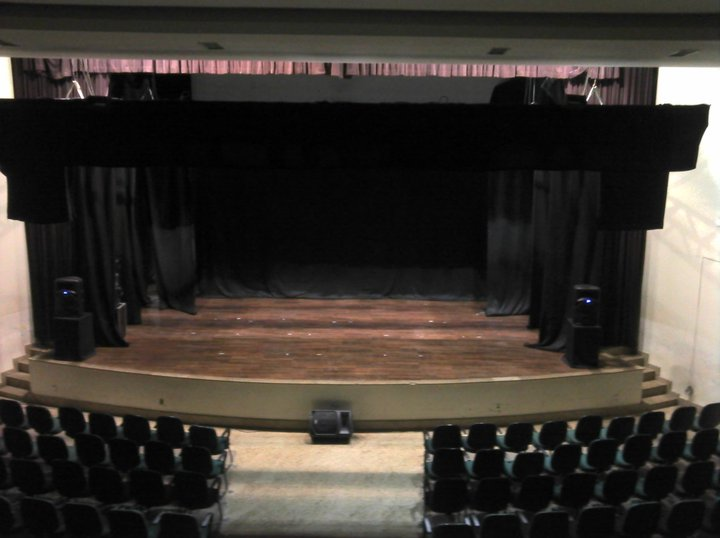
Anfiteatro do Centro Educacional de João Monlevade

Durante o ano são diversos espetáculos no anfiteatro do CEJM e em espaços públicos. Há duas companhias de teatro atuantes; a Cia. Teatral O Salto e a Cia. do Infinito de Teatro. Frequentemente realizam intervenções e espetáculos na cidade, sendo que ambas já representaram Monlevade em outras cidades do estado. A Cia Teatral O Salto realiza desde outubro de 2011 o Projeto Cultural Domingo na Praça que consiste em levar espetáculos teatrais para as praças da cidade, com o objetivo de descentralizar e fomentar a cultura do teatro. Desde a estreia o projeto já foi em 10 diferentes praças e milhares de pessoas já assistiram aos espetáculos. E junto a esse crescimento no cenário local, surgiu a necessidade da formação de uma Associação Cultural. Em agosto de 2011 surgiu a Acordar Associação Cultural do Médio Piracicaba, que possui entre seus membros diferentes linguagens artísticas, teatrais, musicais, líricas e plásticas. A cidade em 2011 recebeu o 1° Festival de Artes Cênicas, com artistas locais, regionais e de Minas e outros estados brasileiros.
Ainda há o Programa Arcelor Mittal Cultural, promovido pela ArcelorMittal João Monlevade que realiza apresentações teatrais ao público;
O artesanato também é uma das formas mais espontâneas da expressão cultural monlevadense. Em várias partes do município é possível encontrar uma produção artesanal diferenciada, feita com matérias-primas regionais e criada de acordo com a cultura e o modo de vida local. Alguns grupos, como a Associação dos Artesãos de João Monlevade (Artejom), reúnem diversos artesãos da região, disponibilizando espaço para confecção, exposição e venda dos produtos artesanais. Normalmente essas peças são vendidas em feiras, exposições ou lojas de artesanato. Na cidade destaca-se a feira de artesanato da Praça do Povo e Praça 7, realizada desde 2003.

### Turismo e eventos

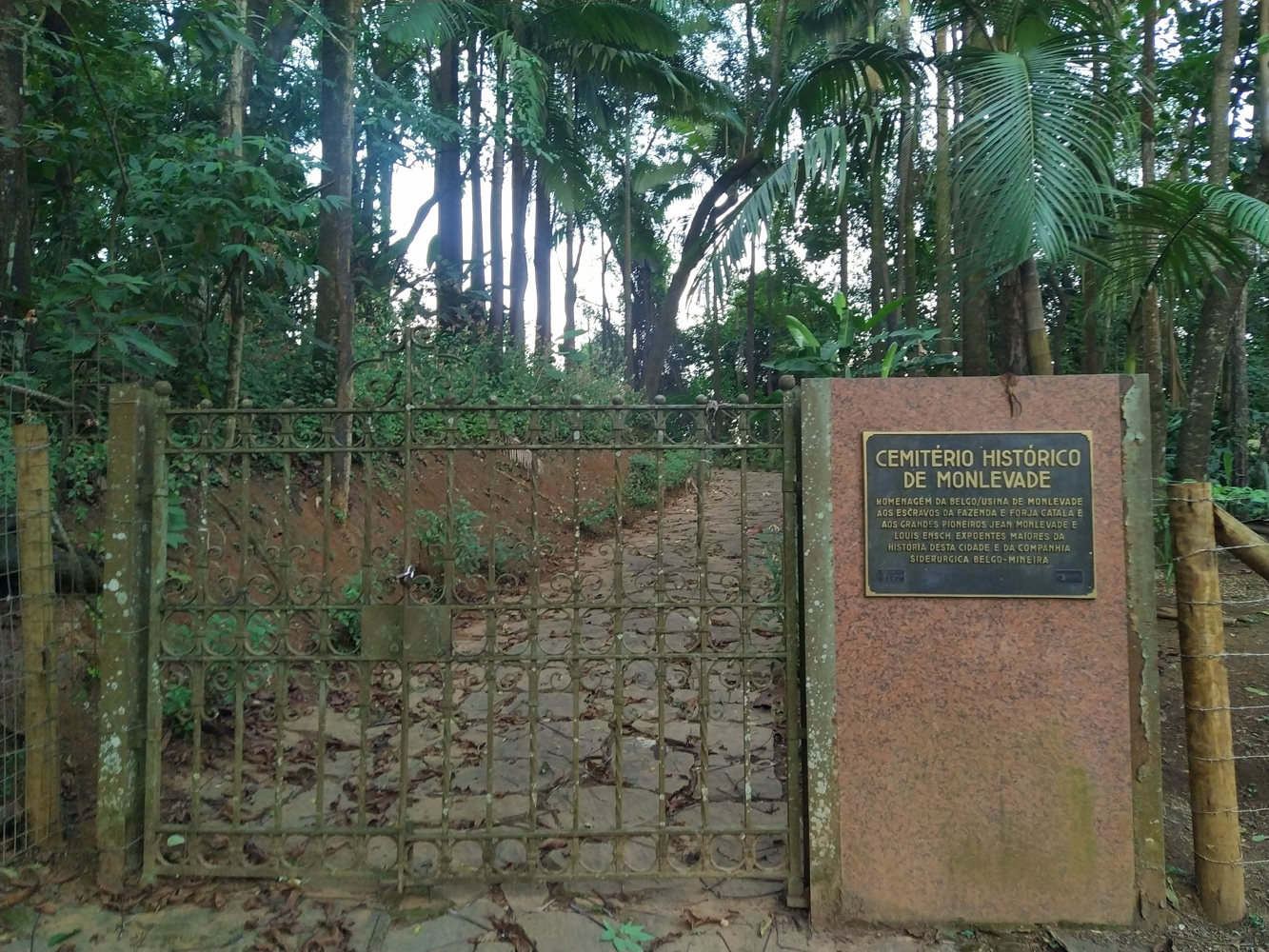
Fachada do Cemitério Histórico

Monlevade ainda conta com diversos pontos turísticos, como: a Serra do Seara, que é onde está o ponto mais alto do município, oferecendo pista para voos livres, além de ser uma importante reserva ecológica e ambiental;
O Floresta Clube Henry Meyers, que promove bailes, festas, visitas ambientais por entidades, práticas esportivas como rapel e passeios ecológicos, em uma área verde com cerca de 100 mil m²; e o Parque Municipal do Areão, que é o parque de exposições da cidade, cuja área já comportou mais de 25 mil pessoas, tendo ainda uma pequena reserva ambiental conhecida por suas trilhas;
A Forja Catalã, construída por Jean-Antoine Félix Dissandes de Monlevade na década de 1910 para poder abrigar-se na região; além do Cemitério Histórico, construído por volta do século XIX para o sepultamento dos corpos de escravos que trabalhavam na Forja Catalã. A Igreja Matriz São José do Operário, que, fundada em 25 de setembro de 1948, onde o nome da igreja Matriz foi em homenagem aos operários da Companhia Siderúrgica Belgo-Mineira (atual ArcelorMittal), é a única igreja no mundo construída em formato de "V", assim construída para parecer um "cálice" e celebrar a vitória dos aliados na Segunda Guerra Mundial, na frente da igreja há uma imagem de um bispo com as mãos em formato de um V. A escada, externa à Igreja e que dá acesso a mesma, é em formato de cálice. Também faz parte do entorno, uma gruta dedicada à Nossa Senhora de Lourdes.
Fazenda Solar Monlevade, propriedade do Sr. Jean Antoine Felix Dissandes de Monlevade. Construída no início do século XIX, pelos escravos, cuja edificação imponente dominou a paisagem do Vale do Piracicaba e, que, varando os tempos, tornou-se o marco histórico e o símbolo maior da civilização plantada pelo pioneiro francês.
Para estimular o desenvolvimento socioeconômico local, a prefeitura de João Monlevade, juntamente ou não com empresas locais, investe no segmento de festas e eventos. Essas festas, muitas vezes atraem pessoas de outras cidades, exigindo uma melhor infraestrutura no município e estimulando a profissionalização do setor, o que é benéfico não só aos turistas, mas também a toda população da cidade. As atividades ocorrem durante o ano inteiro. Há: o Carnaval de Monlevade, em fevereiro; as comemorações do aniversário da emancipação, em abril; o Dia do Trabalhador, em maio; as Quadrilhas, em junho ou julho; a Cavalgada de Monlevade, em agosto; e as Festa Natalinas, em dezembro.

### Esportes

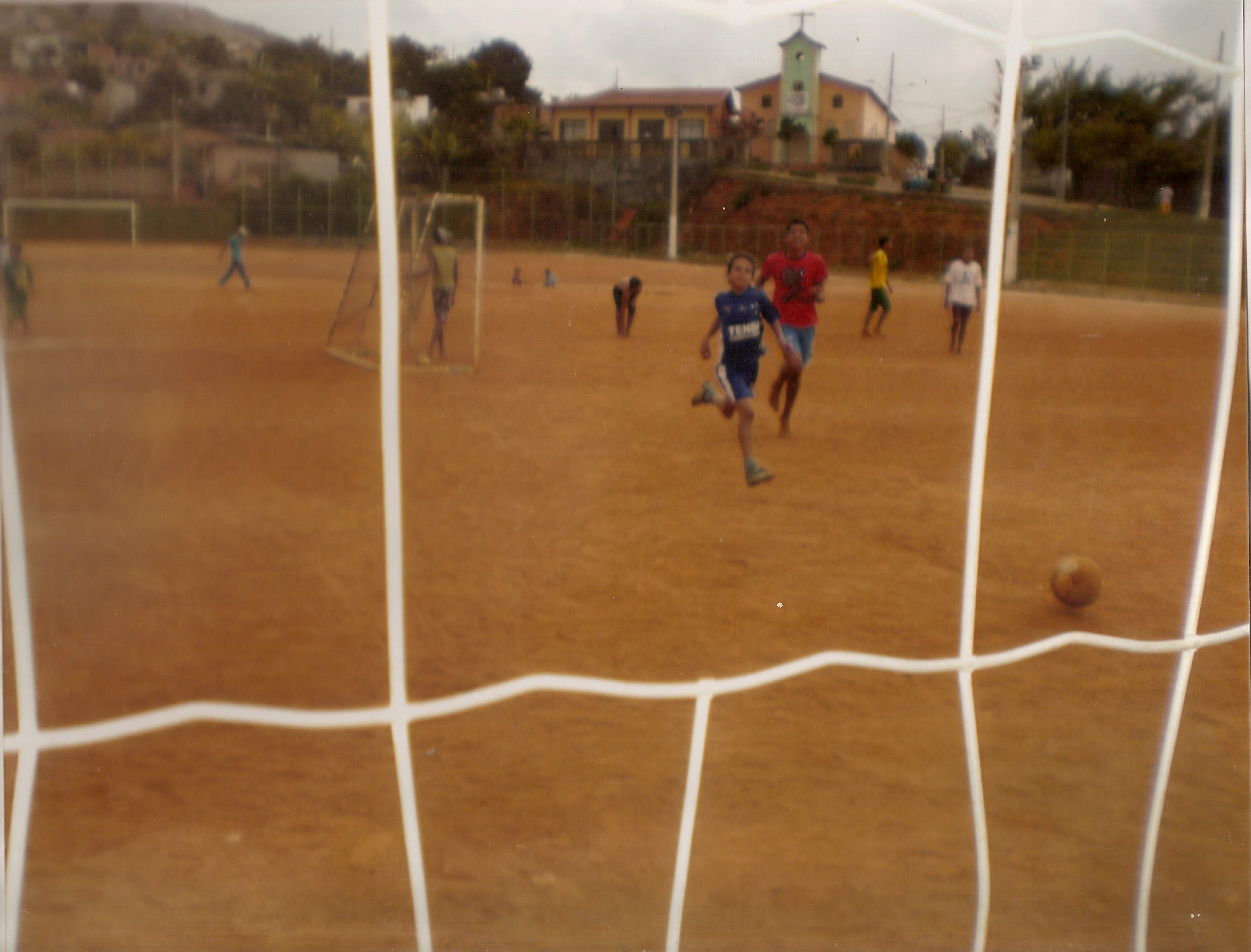
O futebol é o esporte mais praticado no Brasil. Na imagem, estão crianças jogando bola em campinho da cidade. Os primeiros clubes de Monlevade surgiram na década de 1940 e as primeiras categorias reservadas às crianças foram criadas na década de 1970.

Assim como em grande parte do Brasil, o esporte mais popular em João Monlevade é o futebol. Na cidade há diversos clubes, como o Real Esporte Clube, que foi fundado 7 de setembro de 1957, sendo inicialmente apenas um time de futebol. Em 1977 foi transformado em clube recreativo social e, em 1983, foi criado o Centro Esportivo Domingos Silvério Sobrinho, que, além do campo de futebol, conta com quadras de peteca, piscinas, salas de ginástica e clínica de fisioterapia. Outras conhecidas áreas usadas para a prática de esportes são o Embaúbas Tênis Clube e a Arena Esportiva.
A Liga Monlevadense de Futebol (LMF) é a instituição que profissionaliza, aplicando a legislação, os campeonatos de futebol na cidade. Dentre esses campeonatos destaca-se o Campeonato Monlevadense de Futebol, realizado anualmente e que envolve os principais times do município. O Estádio Municipal Louis Ensch é o palco principal das atividades esportivas da cidade, tendo capacidade para aproximadamente 1 900 pessoas em suas arquibancadas.[carece de fontes?]

### Feriados
Em João Monlevade há três feriados municipais e oito feriados nacionais, além dos pontos facultativos. Os feriados municipais são: o aniversário da emancipação da cidade, em 29 de abril; o Corpus Christi, que sempre é realizado na quinta-feira seguinte ao domingo da Santíssima Trindade; e o dia de Nossa Senhora da Conceição, em 8 de dezembro. De acordo com a lei federal n.º 9.093, aprovada em 12 de setembro de 1995, os municípios podem ter no máximo quatro feriados municipais, já incluso neste a Sexta-Feira Santa.